# مايك إنجلاند
مايك إنجلاند (بالإنجليزية: Mike England)‏ (2 ديسمبر 1941 في المملكة المتحدة - ) هو مدرب كرة قدم ولاعب كرة قدم بريطاني في مركز الدفاع. شارك مع منتخب ويلز لكرة القدم. أما مع النوادي، فقد لعب مع بلاكبيرن روفرز وتوتنهام هوتسبير وكارديف سيتي وكليفلاند فورس ‏ وسياتل ساوندرز.

## مسيرته الكروية
لعب مايك إنجلاند خلال مسيرته الاحترافية مع 5 أندية في ثلاثة وعشرون موسمًا وسجل خلالها 42 هدفًا ضمن 623 مباراة. حيث فاز في ثلاثة مواسم بالكأس ولم يفز بأي دوري.
خاض مايك إنجلاند مسيرته مع نادي بلاكبيرن روفرز في موسم 1959–60 ليلعب معه سبعة مواسم، مشاركًا في 166 مباراة سجل خلالها 21 هدفًا. ثم انتقل إلى نادي توتنهام هوتسبير في موسم 1966–67 ليلعب معه تسعة مواسم، حيث شارك في 300 مباراة سجل خلالها 14 هدفًا. لينتقل بعدها إلى Seattle Sounders (1994–2008) ‏ ما بين عامي 1975 و1976 في المرة الأولى لمدة موسم واحد ثم في موسم 1976 ليلعب معه أربعة مواسم، مشاركًا طوالها في 106 مباراة سجل خلالها 6 أهداف. ثم انتقل إلى نادي كارديف سيتي في موسم 1975–76 لمدة موسم واحد، مشاركًا في 40 مباراة سجل خلالها هدفًا واحدًا. هذا وانتقل لاحقًا إلى كليفلاند فورس ‏ في موسم 1979–80 لمدة موسم واحد، مشاركًا في 11 مباراة ولم يسجل أي هدف.

## وصلات خارجية
- مايك إنجلاند على موقع الاتحاد الأوربي (الإنجليزية)
- مايك إنجلاند على موقع قاعدة بيانات كرة القدم.إي يو (الإنجليزية)
- مايك إنجلاند على موقع ناشيونال فوتبول تيمز (الإنجليزية)
- مايك إنجلاند على موقع Soccerbase.com (لاعب) (الإنجليزية)
- مايك إنجلاند على موقع عالم كرة القدم.نت (الإنجليزية)